# Пархоменко Галина Орестівна
Пархоменко Галина Орестівна (нар. 23 лютого 1939, м. Київ, Українська РСР – пом. 24 листопада 2018, м. Київ, Україна) — українська науковиця, географиня, докторка географічних наук, відома фахівчиня у ґалузі картографії.

## Походження та навчання
Галина Пархоменко народилась 1939 року в м. Києві в родині військовослужбовця. У 1956 році вона закінчила зі срібною медаллю Білоцерківську середню школу № 4 та вступила на географічний факультет Київського державного університету імені Тараса Шевченка, який закінчила у 1961 році за спеціальністю «геодезія та картографія».

## Трудова діяльність
Галина Пархоменко розпочала свою трудову діяльність після закінчення вишу в науково-дослідному центрі Київського державного університету. Через чотири роки в 1965 р. перейшла на посаду молодшого наукового співробітника Сектору географії Академії наук Української РСР (з 1991 року — Інститут географії НАН України).
Починаючи з кінця 1960-х років вона почала використовувати структурно-графічне моделювання, розробивши базову структурно-графічну модель системи «суспільство-природа» та різні моделі дослідження проблем природокористування, стану навколишнього середовища, охорони здоров'я тощо.
У 1975 році учена захистила дисертацію на здобуття наукового знання кандидата географічних наук. У 1978 році Галина Пархоменко отримала звання старшого наукового співробітника. З 1990 і до 2000, а також з 2006 років працювала провідним науковим співробітником. А в 1992 році стала доктором наук.
З 2000 по 2005 роки Галина Пархоменко працювала науковим консультантом Інституту передових технологій.

## Наукова діяльність
Галина Пархоменко приділяє велику увагу дослідженню розвитку теоретико-методичних засад картографії, зокрема методологічним принципам та підходам системного картографування, а також атласному картографуванню. Особливий внесок учена зробила у розроблення методологічних і методичних засад нової на той час галузі тематичної картографії — природоохоронного картографування та картографічного забезпечення вирішення проблем природокористування і практики створення комплексних схем охорони природи. Ще один напрям наукової діяльності вченої: вирішення проблем використання матеріалів дистанційного зондування Землі у моніторингових дослідженнях урбанізованих територій.
Вона багаторічний член двох спеціалізованих рад по захисту докторських дисертацій при Інституті географії НАН України. За її наукового керівництва кандидатські дисертації захистили декілька аспірантів: Світлана Тітова (2003), Тетяна Дудун (2005) та інші.

### Наукові праці
Галина Пархоменко — авторка понад 200 публікацій, серед яких — монографії й тематичні карти.
монографії
- «Картографическое исследование проблем охраны природы» (у співавторстві; 1978),
- «Картографические исследования природопользования (теория и практика работ)» (у співавторстві; 1999).

атласи
- «Атлас природных условий и естественных ресурсов УССР» (у співавторстві; 1978),
- Національний атлас України (у співавторстві; 2007)

## Нагороди та відзнаки
За цикл робіт з проблем регіонального природокористування у 1993 році Галині Пархоменко разом з колегами присуджено Державну премію України в галузі науки і техніки.